# Thomas A. Burke
Thomas A. Burke (Cleveland, 1898. október 30. – Cleveland, 1971. december 5.) az Amerikai Egyesült Államok szenátora (Ohio, 1953–1954).